# نهر ليا
نهر ليا River Lea ( /ˈliː/ LEE ) يقع في شرق إنجلترا ولندن الكبرى. ينبع من بيدفوردشاير، في تلال تشيلترن، ويتدفق جنوب شرق البلاد عبر هيرتفوردشاير، على طول حدود إسيكس وإلى لندن الكبرى، ليلتقي بنهر التايمز عند منطقة بو كريك. إنه أحد أكبر الأنهار في لندن والرافد الرئيسي لنهر التايمز في أقصى الشرق.
تميل أهمية النهر كحاجز وحدود رئيسية بين الشرق والغرب إلى إخفاء أهميته كطريق تجاري بين الشمال والجنوب. أسفل هيرتفورد، تم إجراء تعديلات على النهر منذ العصور الوسطى لجعله أكثر قابلية للملاحة للقوارب بين نهر التايمز وشرق هيرتفوردشاير وإسيكس، والمعروفة باسم لي للملاحة . وقد حفز هذا الكثير من الصناعة على طول ضفتيه. وينضم إليه نهر ستورت الصالح للملاحة، وهو الرافد الرئيسي، عند هوديسدون .
أن نهر ليا السفلي لا يزال ملوث إلى حد ما، حيث ان امتداده العلوي وروافده، المصنفة على أنها تيارات طباشيرية، تعد مصدر رئيسي لمياه الشرب في لندن. ممر مائي اصطناعي يعرف باسم النهر الجديد، تم افتتاحه عام 1613، يسحب المياه النظيفة بعيدا عن الجزء العلوي من النهر بالقرب من هيرتفورد للشرب، كما يتم سحب الأجزاء السفلية من النهر أيضا. يساهم أصل Lea في Chilterns في الصلابة الشديدة (المحتوى المعدني العالي) لمياه الصنبور في لندن. 

## التسمية

### اصل التسمية
تم تسجيل اسم نهر ليا لأول مرة في القرن التاسع، على الرغم من الاعتقاد أنه أقدم من ذلك بكثير. تتضمن التهجئة من الفترة الأنجلوسكسونية Lig(e)an في عام 880 و Lygan في عام 895، وفي أوائل العصور الوسطى كانت عادةً Luye أو Leye . يبدو أنها مشتقة من جذر سلتيك (بريثوني) - يعني "مشرق أو خفيف" وهو أيضًا اشتقاق اسم لإله، لذلك قد يكون المعنى "نهر مشرق" أو "نهر مخصص للإله لوغوس ". .   قد يكون الاشتقاق الأبسط هو الكلمة البريثونية المشابهة للكلمة الويلزية الحديثة "Li" التي تُنطق "Lea" والتي تعني التدفق أو التيار.[بحاجة لمصدر]

### طريقة الكتابة
يهيمن التهجئة "Lea" على الغرب (المنبع) من هيرتفورد، ولكن يتم استخدام كلا التهجئة ("Lea" و "Lee") من هيرتفورد إلى نهر التايمز. تم إنشاء Lee Navigation بموجب قوانين صادرة عن البرلمان ويتم استخدام هذا التهجئة فقط في هذا السياق. تستخدم Lee Valley Regional Park Authority أيضًا هذا التهجئة للمرافق الترفيهية. ومع ذلك، يتم استخدام التهجئة "Lea" لأسماء الطرق والمواقع والبنية التحتية الأخرى في العاصمة، مثل Leamouth، Lea Bridge، وLea Valley Walk ‏ و خطوط ليا فالي (سكة حديدية). تُستخدم هذه التهجئة أيضًا في الجيولوجيا وعلم الآثار وما إلى ذلك للإشارة إلى وادي ليا.

## الحدود الطبيعية

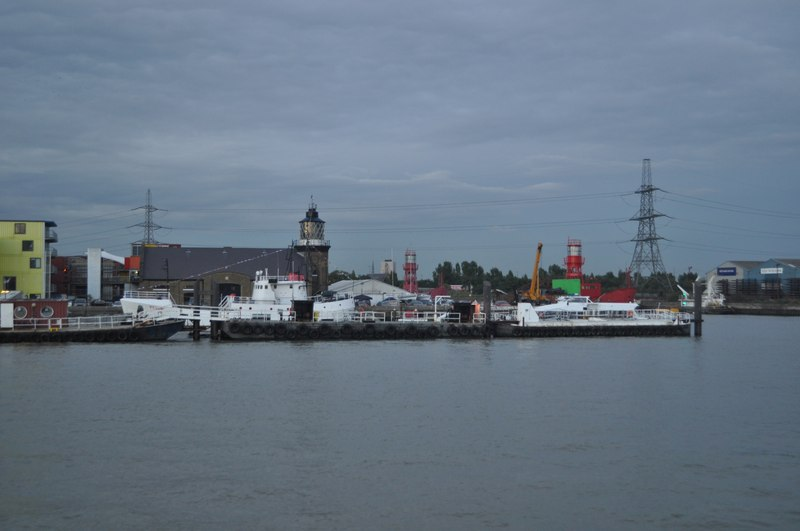
منارة في ترينيتي بوي وارف ، بلاك وول ؛ عند التقاء نهري ليا والتايمز

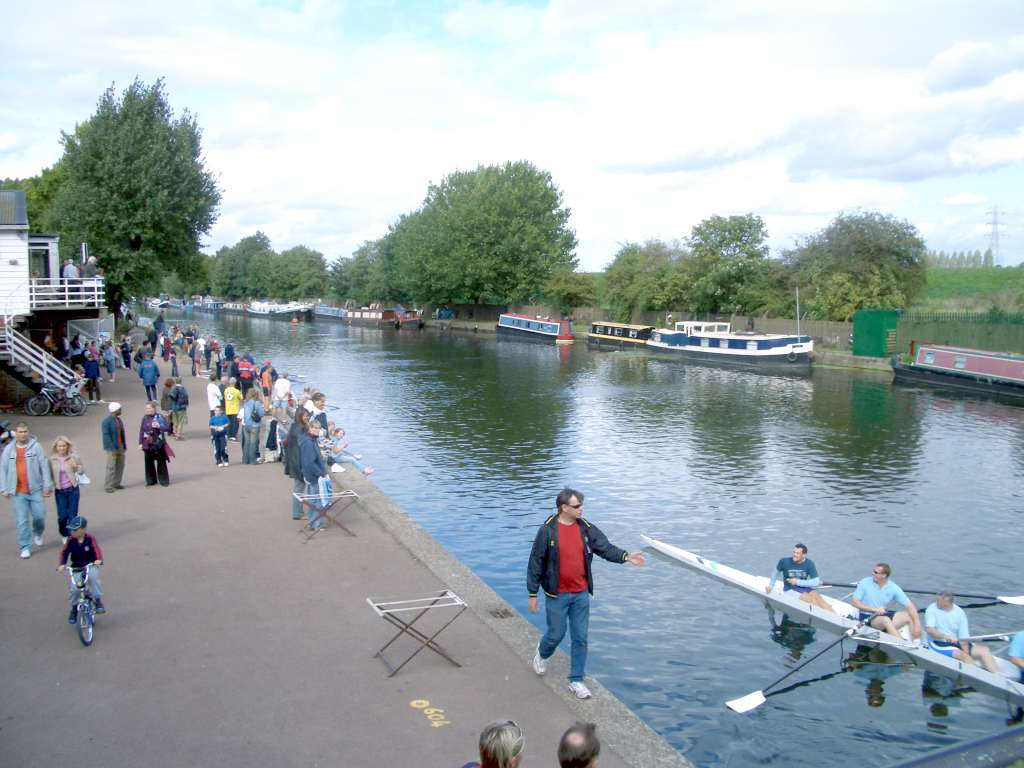
قارب التجديف على نهر ليا

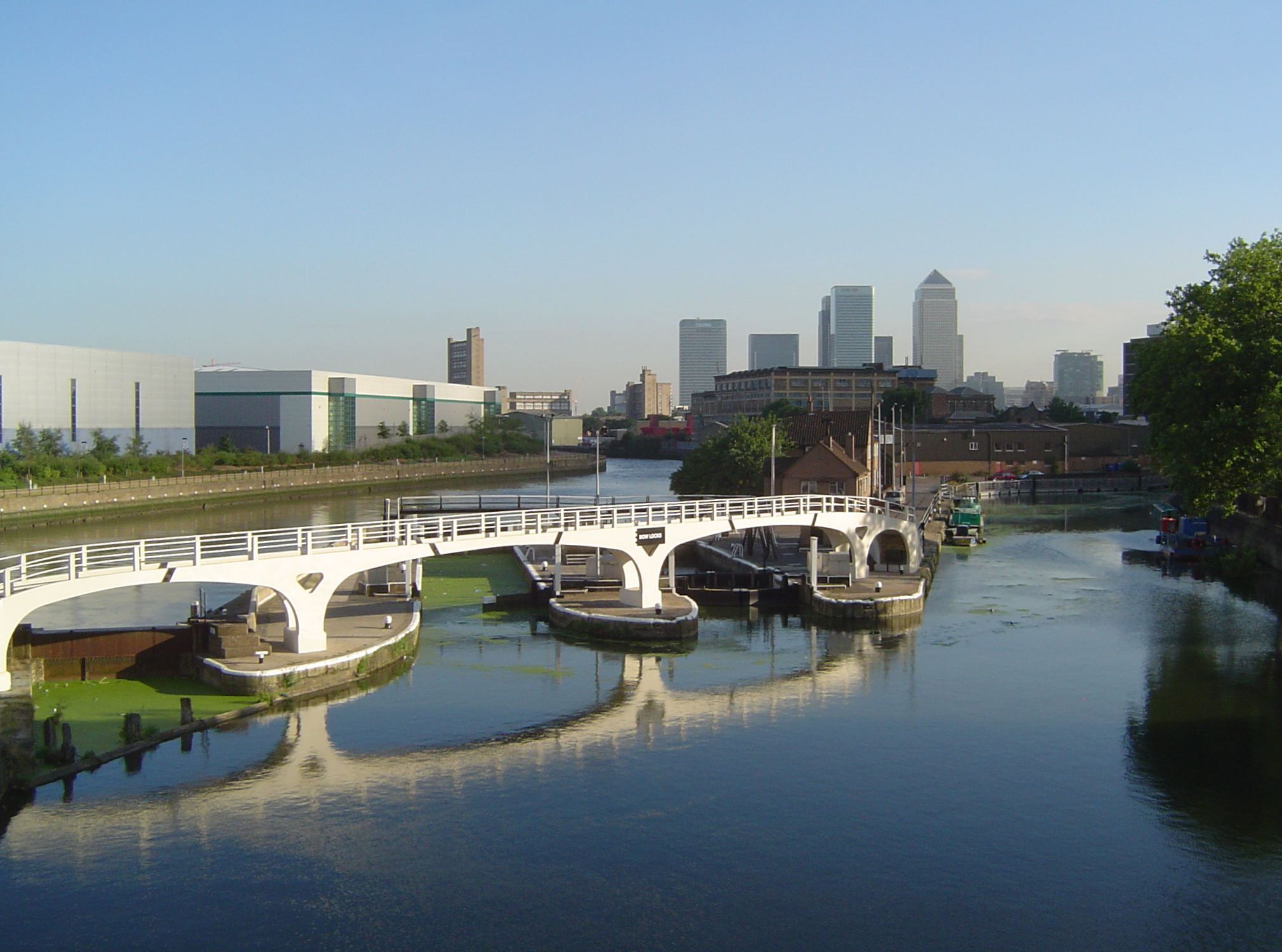
يلتقي Bow Creek (المد والجزر) مع Limehouse Cut (قناة) مع إطلالة على دوكلاندز في لندن

لقد تم استخدام خط ليا وروافده الرئيسية، ستورت، منذ فترة طويلة كحدود سياسية. في العصر الحديدي شكلت وديان ليا وستورت منطقة حدودية متنازع عليها بشدة بين كاتوفيلاوني إلى الغرب وشرق ترينوفانتس. من المفترض أن يكون النهران هما الحدود بين المنطقة الأساسية لمملكة الساكسونيين الشرقيين والساكسونيين الأوسطين. تم استخدام ليا بأكملها لاحقًا كحدود بين الأراضي التي تحكمها اللغة الإنجليزية إلى الغرب و دانيلو، التي تأسست في أواخر القرن التاسع، إلى الشرق.
منذ حوالي القرن التاسع أو العاشر، وإنشاء المقاطعات في هذا الجزء من إنجلترا، شكل خط ليا ستورت الحدود التاريخية بين مقاطعة إسكس إلى الشرق و هيرتفوردشاير وميدلسكس إلى الغرب. يتم استخدام النهر دائمًا داخل لندن كحدود بين لندن بورو - والتي بدورها ترث حدود المقاطعات والأبرشيات القديمة التي استخدمت أيضًا نهر ليا كحدود. بين عامي 1889 و1965، كانت ليا السفلى هي الحدود الشرقية لمقاطعة لندن مع إيسيكس.

عند مراجعة حدود الدوائر الانتخابية البرلمانية في لندن، تعامل لجنة الحدود نهر التايمز وليا باعتبارهما الحواجز الداخلية الرئيسية في لندن. ولن يسمح بتشكيل دائرة انتخابية جديدة أو متغيرة تمتد عبر أي من النهرين، معتبراً مثل هذا البناء مصطنعاً ولا يعكس المجتمعات أو الهويات المحلية. لقد توصلوا إلى تسوية بشأن هذا الجنوب، في منطقة ليا السفلى، حيث تكون جودة وكمية الروابط المتقاطعة أكبر بكثير، ونتيجة لذلك يتم دمج المجتمعات على كلا الجانبين بشكل أفضل.

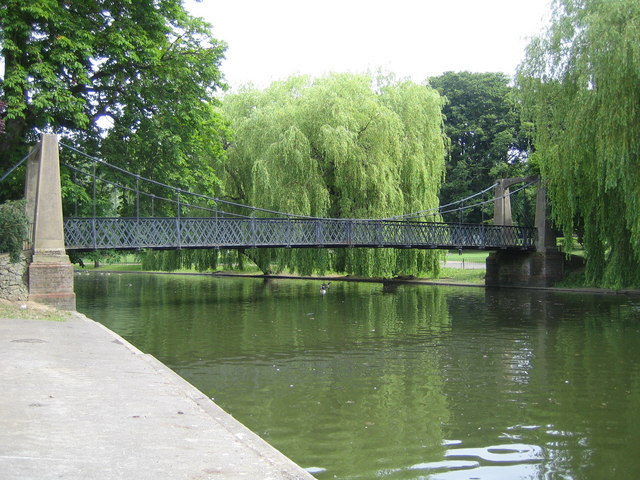
يمتد جسر معلق للمشاة على بحيرة القوارب التي تم إنشاؤها حيث يتدفق النهر المتسع عبر متنزه Wardown في لوتون.

## الرياضة
في أيامهم الأولى، لعب توتنهام هوتسبر مبارياته في توتنهام مارشيس في ميدل ليا بينما كان لدى ليتون أورينت عدد من ملاعبه في وادي ليا السفلى ، حيث يقع كلاهما على بعد ميل واحد من النهر. تم إنشاء وست هام يونايتد كفريق عمل Thames Ironworks، وهو حوض بناء السفن الذي يمتد على جانبي نهر Lea عند التقائه مع نهر التايمز.

## في الأدب

### انهيار جسر لندن
جسر لندن انهار،

الرقص على السيدة ليا؛

جسر لندن انهار,

 مع مثلي الجنس لاي دي.

## مصايد الأسماك البارزة
- امويل ماجنا فيشري
- قرطاجة وير
- دوبس وير
- فيشرز جرين
- كينجز وير

## روابط خارجية
- بيتر مارشال، وادي ليا ، صور فوتوغرافية من عام 1980 إلى عام 2008
- منتديات الاستكشاف الحضري في المملكة المتحدة، نهر ليا عبر لوتون نسخة محفوظة 7 April 2016 على موقع واي باك مشين. </link> ، صور المجرى المائي تحت الأرض في مارس 2009
- التصيد لبايك في نهر لي ، 1831، بواسطة جيمس بولارد في تيت بريطانيا
- صيد الأسماك بالذبابة في نهر لي بالقرب من Ferry Boat Inn ، 1831، بقلم جيمس بولارد في تيت بريطانيا
- أحب مشروع ليا
- Wikipaddle: مقالة River Lea (Hertford Loop) من منظور التجديف بالكاياك والتجديف